# Potten (Färnebo socken, Värmland, 662526-140853)
Potten är en sjö i Filipstads kommun i Värmland och ingår i Göta älvs huvudavrinningsområde.